# Automobiles Lespinasse
Automobiles et Moteurs L. Lespinasse war ein französischer Hersteller von Automobilen.

## Unternehmensgeschichte
Das Unternehmen aus Bordeaux-Caudéran begann 1909 mit der Produktion von Automobilen. Der Markenname lautete Lespinasse. Im gleichen Jahr endete die Produktion bereits wieder.

## Fahrzeuge
Im Angebot standen fünf verschiedene Modelle vom 7 CV mit Vierzylindermotor bis zum 20 CV mit Sechszylindermotor. Das letztgenannte Modell war als Tourenwagen mit fünf Sitzen erhältlich.